# Aeletes troglodytes
Aeletes troglodytes är en skalbaggsart som beskrevs av Wenzel 1944. Aeletes troglodytes ingår i släktet Aeletes och familjen stumpbaggar. Inga underarter finns listade i Catalogue of Life.